# Пампанга (провінція)
Пампанга (пам.: Lalawigan ning Pampanga; філ.: Lalawigan ng Pampanga) — провінція Філіппін, розташована в регіоні Центральний Лусон на острові Лусон. На півдні Пампанга межує з затокою Маніла, на півночі — з провінцією Тарлак, на північному сході — з провінцією Нуева Есіха, на сході — з провінцією Булакан, на південному заході — з провінцією Батаан, на заході — з провінцією Замбалес. Адміністративним центром є місто Сан-Фернандо.

## Географія
Площа провінції становить 2 002 км2. Рельєф переважно рівнинний з однією окремою горою Араят.
Адміністративно поділяється на 19 муніципалітетів та три міста. Згідно перепису 2015 року населення провінції становило 2 198 110 осіб.
Клімат провінції поділяється на вологий та сухий періоди. Вологий або дощовий період триває з травня по жовтень. Решту року триває сухий період.

## Економіка
Сільське господарство та рибальство — дві головні галузі економіки провінції. Основними продуктами є рис, кукурудза, цукрова тростина та тилапія. Крім фермерства та рибальства в провінції процвітають ремесла: різьблення деревини, виготовлення меблів та гітар. Розвивається туризм.

## Відомі люди

### Уродженці
- Леа Салонга — філіппінська співачка